# Зяблов, Андрей
Андре́й Зя́блов (ум. 1783) — единственный известный по имени ученик портретиста Фёдора Рокотова, крепостной помещика Николая Струйского (друга Рокотова).
Является персонажем арт-мистификации концептуалистов Комара и Меламида.

## Крепостной мастер
Учился у Рокотова, судя по всему, в 1770-х годах.
Указывают, что Зяблов строил Троицкую церковь и барский дом в Рузаевке (имении Струйского), спроектированные владельцем, ограды вокруг дома, занимался разбивкой парка (всё это было утрачено).
Больше всего Струйский в новой усадьбе гордился располагавшимся на потолке парадной залы 30-метровым плафоном, расписанным Зябловым. Плафон изображал императрицу Екатерины II в образе Минервы, окруженной чудовищем, гениями и различными атрибутами высокой поэзии. Поэт написал по этому поводу стихотворение «Блафон», опубликованное вместе с гравированным изображением плафона в Петербурге в 1791 году.
Когда Зяблов скончался, Струйский написал стихотворение «На смерть верного моего Зяблова, последовавшей в Рузаевке 1784 года, узнанную мною в Москве». Это стихотворение является основным источником сведений о художнике.

Прости! мой верный раб, уж я тебя лишился!

Я чту, что жребий твой последний совершился!

И вести о тебе я сей не ожидал

Хотя претяжкою болезнью ты страдал!

Но на одре *** тебя я жива там оставил,

Когда от Инзерских брегов свой путь направил.

Не представлял сего, чтоб ты покинул свет.

Но ах! уже тебя мой Зяблов… больше нет.

Оплачь, ево любя, со мной, дражайша Муза,

Искавшего всегда с учением союза,

Днесь горьким прах его слез током ороси,

И имя ты ево в потомстве пренеси!

Пускай, хоть был он раб, но слез достоин будет.

Пускай его мой род, заслуг всех не забудет.

Пусть будет вображать, как он мне верен был.

И в жизне сей ево, за что я так любил?

Минерва там в сердца науки насаждает,

Для них кто в свет рожден, лишь тех и награждает.

Хотя б владелелев, иль был пастуший сын:

Предмет ея наград, для всех, и чин один.

Ей все равно, на свет, кто кем рожден бы ни был

Лишь только б храму той, с отверстым сердцем прибыл

А в нём с рачением — и было все сие!…

От пахаря он в свет приявил бытие, (…)

…Врожденной склонности к наукам прилепился,

В Историю тот час влекомый мной пустился

И гласу чистых Муз он внять поработился.

От чтения творцов как изострил свой ум:

Он в древности прозрел геройских много дум.

Казалось и тогда, что вкус его исправен!

Но как приник уж к тем, кто в сем искусстве славен!(…)

…Но кто твоих даров, кто вождь был и начало,

Чем в жизни сей искусство уж венчало,

Ты в нежности, скажи, в кому той подражал?

И кто столь юну кисть пристойно воздержал!

То Рокотов, мой друг!… твой благодетель…

С пиктурой о тебе прехвальный есть свидетель

Который по тебе со мной днесь слезы льет!

И мертвому тебе приветствие дает!(…)

…Лишь шибкую черту Бушера он узрел,

К плафонну мастерству не тщетно возгорел.

Мне в роде сих трудов оставил он приметы:

В двух комнатах верхи его рукой одеты.

Овальну ль кто зрит иль мой квадратный зал,

Всяк скажет! Зя́блов здесь всю пышность показал!

Рачитель строгих дум, достойный слез теченья!

Списатель моего ты был изобретенья

Премерзостнейший вид… то лихоимства смрад,

С которым в мир свою к нам дщерь изрыгнул ад

Ко омерзенью в свет, что первым мной явленну,

Чрез кисть твою там зрят в плафоне оживленну.

К которому свой взор сколь крат не возведут,

Проклятие и честь столь кратно ж воздадут! (…)

…Но есть ли в Божий храм Царя Царей кто всходит,

Тот Бога в существе присутственна находит?

Везде с политры там рассыпан фимиям!

Надзором под ево и сей созижден храм.

Подобно весь мой дом, в котором обитаю;

Я дело рук ево повсюду обретаю.

Внутри! с наружи ль что; пленить коль может взор

Иль стройно обнесен, как кажется, мой двор!

Иль ионической архитектуры виды;

Раченью в том ево не зделают обиды (…) 

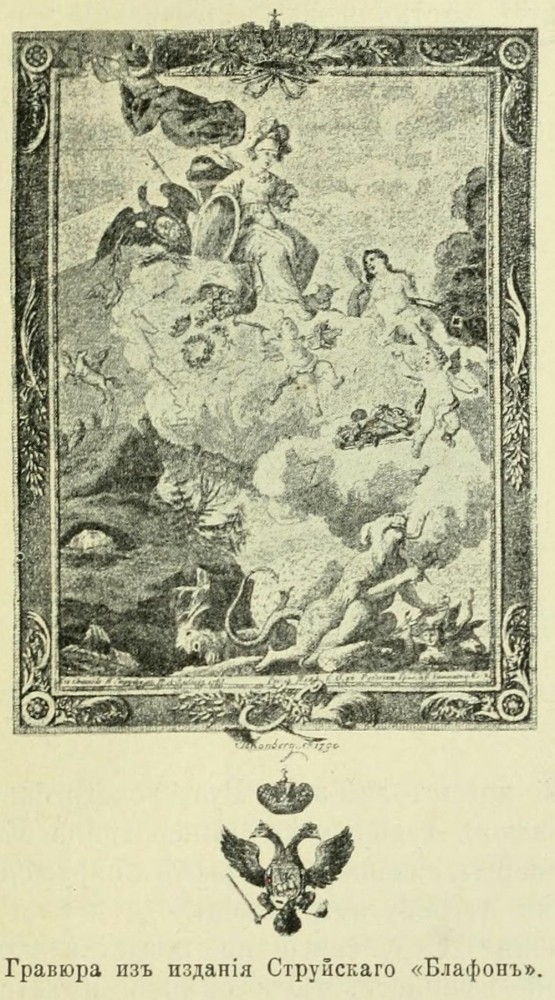
Гравюра из сочинения Струйского с изображением утраченного плафона в Рузаевке

Из-за неточной даты в заглавии стихотворения ученые колебались, каким годом точно датировать смерть художника, 1783 или 1784-м. Ранее был известен только инициал «А» из его имени. Но, как гласит аннотация на выставке на выставке Рокотова в ГИМ (2020), незадолго до этого на его работе «Пётр I и Минерва» была обнаружена надпись конца XVIII века: «Andrey Siablov. Mort — Rusayevka. 1783», что позволило узнать личное имя и уточнить дату смерти.

### Сохранившиеся работы
Известны следующие его картины, обе хранятся в ГИМе:
- «Кабинет И. И. Шувалова» (копия 1779 года с утраченной работы Рокотова 1757-8 годов). Поступила в ГИМ в 1889 от Е. М. Сушковой, ранее — в собрании Н. Е. Струйского и его потомков в имении Рузаевка Инсарского уезда Пензенской губернии. Инв. И I 3402[8]
- Плафон (?) «Пётр I и Минерва». Инв. И I 6114[9]. В плохом состоянии. Также приобретено у Сушковой. Картина была исполнена Зябловым для парадного трехсветного зала в Рузаевке по гравюре Й. Вагнера с оригинала Я. Амигони (ГЭ).

## В контемпорари-арт
В советское время «А. Зяблов» стал проектом современного концептуального искусства, став персонажем знаменитого дуэта нонконформистов Комара и Меламида (их другие «исторические» персонажи из серии «Легенды» — вольнодумец XVIII века Дмитрий Тверитинов и пейзажист Николай Бучумов).
В 1982 году они опубликовали «искусствоведческую» статью-мистификацию, пародирующую искусствоведческие научные тексты и рассказывающую о «подлинной» биографии А. Зябликова. Статья сопровождалась репродукциями двух «найденных» работ мастера. В версии хулиганского дуэта современных художников, в 1973 году на чердаке одного из старых московских домов были найдены свернутые в трубку почерневшие полотна и документы. Инициал «А.», согласно их версии, расшифровывается как «Апеллес» (в честь знаменитого древнегреческого живописца), будто бы на самом деле он пережил и 1794 год, и своего барина, получил вольную, и представил свои работы в Академии художеств в Петербурге в 1798 году, где немолодого художника снова отправили в класс рисовать гипсы, из-за чего он в отчаянии повесился.
Художники приводят текст найденных документов — это протокол Академии художеств 1798 года, переписка Зяблова и Струйского. Тексты имитируют речь XVIII века. Протокол будто бы свидетельствует, что Зяблов показал работы академикам, и заканчивается постановлением: «…вышеозначенного Апеллеса, при исправном кормлении, на казенное содержание взять, для неотлучного в классе гипсов упражнения, под надзирание особливо приставленного над ним экзекутора подполковника Рыкова». Надпись поперек: «Повесился в среду перед полуднем от 7 до 12 часов».
Статья сопровождается репродукциями двух «работ Зяблова» : 1) Их величество «Ничего». 1735. Холст, масло. 81х59. (Одна из картин, исполненных автором для украшения пыточного подвала в Рузаевском имении Н. Е. Струйского). 2) Их величество «Ничего». 1741. Холст, масло. 70х50. (Одна из картин, исполненных автором для украшения пыточного подвала в Рузаевском имении Н. Е. Струйского). Это два черных овала. Как пишут сейчас, комментируя мистификацию Комара & Меламида, благодаря этим работам перед зрителем предстал «крепостной Апеллес Зяблов, первый в мире абстракционист, ещё в XVIII веке написавший беспредметную картину „Портрет Её Величества Ничто“, то есть опередивший Малевича на полтора столетия».
Помимо «картин Зяблова» (не обязательно тех же, чьи репродукции были в статье), сфабрикованные документы тоже показывались на выставках дуэта как отдельные артефакты.